# Chiranthodendron pentadactylon

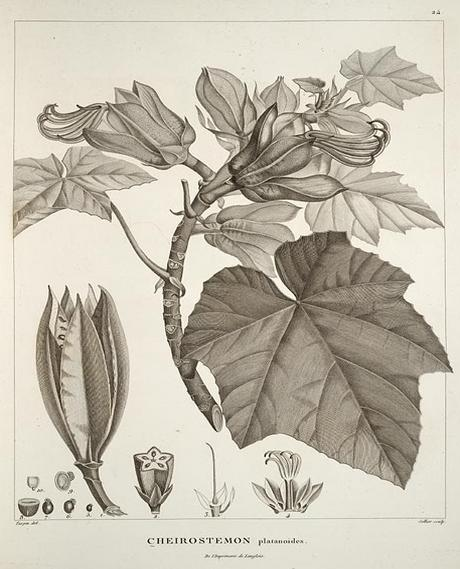
Illustration von Humboldt und Bonpland 1808

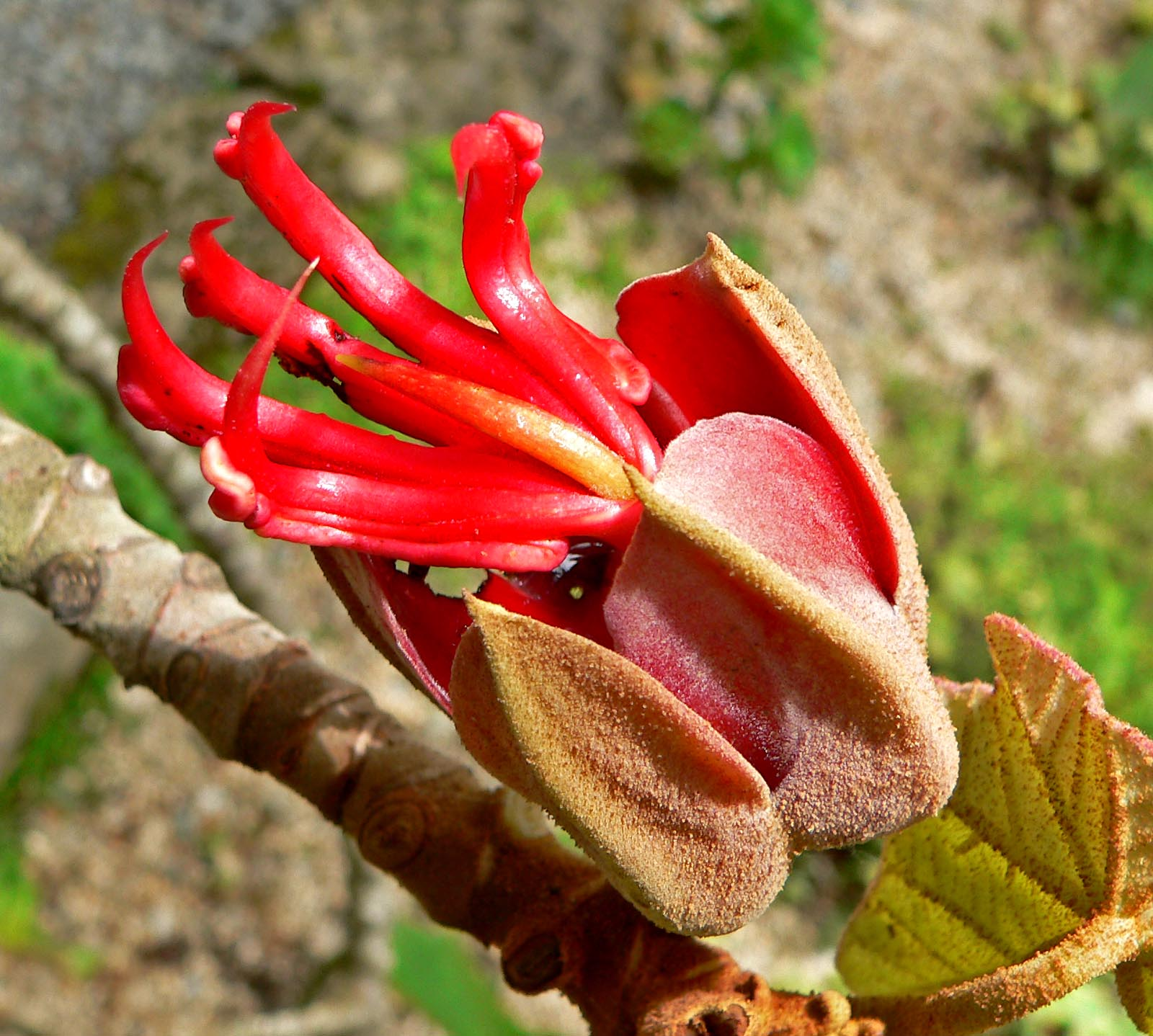
Blüte

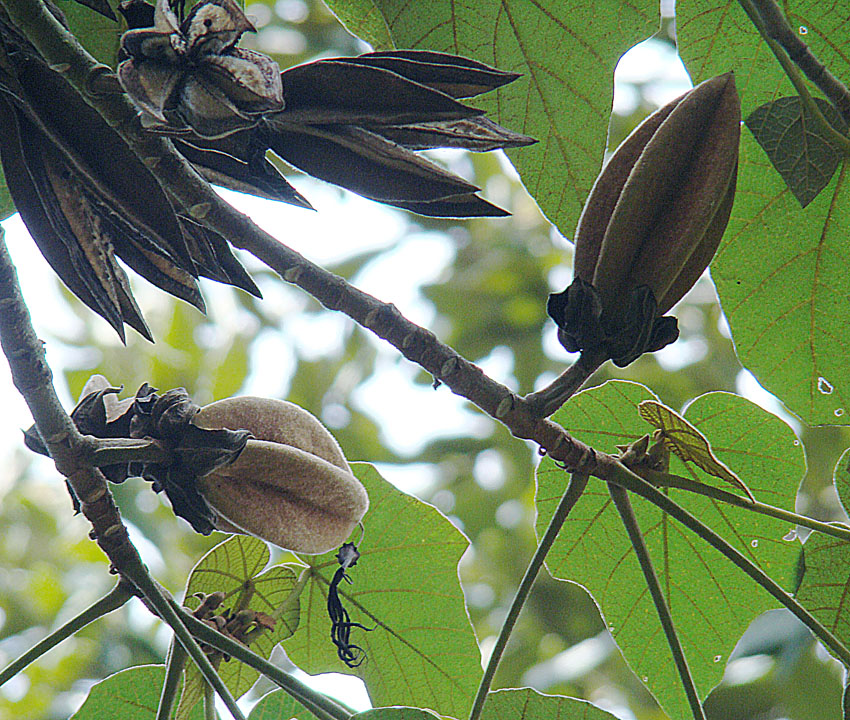
Früchte

Chiranthodendron pentadactylon auch Handbaum oder Händebaum, ist die einzige Art der monotypischen Pflanzengattung Chiranthodendron innerhalb der Familie der Malvengewächse (Malvaceae).
Der Baum heißt „árbol de las manitas“ (direkt übersetzt Baum der kleinen Hände) auf Spanisch, „mācpalxōchitl“ (Handblume) auf Nahuatl und „Devil’s“, „Monkey’s“ beziehungsweise „Mexican hand tree“ (Teufels-, Affen- bzw. mexikanischer Handbaum) oder „Hand-flower“ (Handblume) auf Englisch, weil die roten Blumen wie Hände aussehen.

## Verbreitung und Beschreibung
Chiranthodendron pentadactylon wächst als recht schnellwüchsiger, immergrüner Baum bis 20–30 Meter hoch. Der Stammdurchmesser erreicht 1–2 Meter.
Die Heimat von Chiranthodendron pentadactylon liegt im südlichen Mexiko und Guatemala. Der Baum ist wegen seines sonderlichen Aussehens in vielen Teilen der Welt eingeführt worden, hauptsächlich in Nordamerika.
Die wechselständigen, einfachen, langgestielten, mehr oder weniger herzförmigen Laubblätter sind groß und mehr oder weniger 5–7-fach gelappt. Der Blattstiel ist etwa so lang wie die Spreite und rostig behaart. Die oberseits kahlen Blätter sind im Umriss breit-eiförmig bis rundlich und 12–30 Zentimeter groß, die Lappen sind abgerundet bis spitz und unterseits rostig behaart. Die Nervatur ist handförmig. Es sind kleine, meist abfallende Nebenblätter vorhanden.
Die Blüten erscheinen achselständig und einzeln. Sie sind von bis etwa drei Deckblättern am dicken, behaarten Stiel unterlegt. Die großen, fünfzähligen Blüten sind mit einfacher Blütenhülle, die Kronblätter fehlen. Die dicken, fleischigen, bespitzten und klappigen, basal verwachsenen Kelchblätter sind außen gekielt, rot-bräunlich behaart, feinwärzlich und innen rot, kahl. Die Kelchblätter haben innen an der Basis ein Nektarium in einer Grube, Aussackung. Die röhrig verwachsenen, großen, fleischigen und roten 5 Staubblätter sind im oberen Teil frei, mit dicken, pfriemlichen, etwas gebogene Staubfädenästen mit außen jeweils zwei länglichen Antheren. Sie ähneln einer vorgestreckten Hand. Der fünfkammerige Fruchtknoten ist oberständig mit einem dicken, langen und konischen Griffel der durch das obere Loch der Staminalröhre herauswächst.
Es werden eiförmige, fünfrippige, -klappige, behaarte und bräunliche, vielsamige, lokulizidale, etwa 10–15 Zentimeter lange, harte, holzige, spitze Kapselfrüchte mit beständigem Kelch gebildet. Die kleinen, schwarzen, ledrigen, eiförmigen bis ellipsoiden und glänzenden Samen besitzen eine kleine, orange Strophiole.

## Verwendung
Die Azteken und andere verwendeten die Pflanze als Heilmittel gegen Unterleibsschmerzen und Herzprobleme. Lösungen von den Blättern können auch den Blutcholesterinspiegel senken; sie wirken auch, da sie die Glykoside Quercetin und Luteolin enthalten, als Diuretika.